# Scholaqqorghan
Scholaqqorghan (kasachisch Шолаққорған und russisch Шолаккорган Scholakkorgan) ist ein Ort im Süden Kasachstans. Er befindet sich im Gebiet Türkistan am Rand der Wüste Mujunkum und hat 19.674 Einwohner (Stand: 1. Januar 2025).

## Geografie
Scholaqqorghan befindet sich im Süden Kasachstans im Gebiet Türkistan etwa 90 Kilometer nordöstlich der Stadt Türkistan. Südlich des Ortes erhebt sich der Qaratau, ein Gebirge mit bis zu 2000 Meter hohen Gipfeln und nordwestlicher Ausläufer des Tianshan. Nördlich von Scholaqqorghan beginnt die Wüste Mujunkum.
In Scholaqqorghan herrscht ein kaltes semiarides Steppenklima. Die Jahresdurchschnittstemperatur beträgt 11,6 °C, wobei die Sommer heiß und die Winter kalt sind. Der Juli ist der wärmste Monat mit einer durchschnittlichen Temperatur von 27,2 °C, im kältesten Monat des Jahres Januar liegt die Durchschnittstemperatur bei −4,4 °C. Mit einer Jahresmenge von 293 mm fällt hier kaum Niederschlag.

## Bevölkerung
Bei der Volkszählung 1999 hatte Scholaqqorghan 8.727 Einwohner. Die Volkszählung 2009 ergab für den Ort eine Einwohnerzahl von 7.934. Bei der letzten Volkszählung 2021 lebten 19.090 Menschen in Scholaqqorghan. Die Fortschreibung der Bevölkerungszahl ergab zum 1. Januar 2025 eine Einwohnerzahl von 19.674.
| Einwohnerentwicklung               | Einwohnerentwicklung | Einwohnerentwicklung | Einwohnerentwicklung | Einwohnerentwicklung | Einwohnerentwicklung | Einwohnerentwicklung | Einwohnerentwicklung |
| 1939                               | 1959                 | 1970                 | 1979                 | 1989                 | 1999                 | 2009                 | 2021                 |
| ---------------------------------- | -------------------- | -------------------- | -------------------- | -------------------- | -------------------- | -------------------- | -------------------- |
| 2.609                              | 3.577                | 4.863                | 6.570                | 8.845                | 8.727                | 7.934                | 19.090               |
| Anmerkung: Volkszählungsergebnisse |                      |                      |                      |                      |                      |                      |                      |